# Lauv
Ari Staprans Leff (né le 8 août 1994), plus connu sous son nom de scène Lauv, est un auteur-compositeur-interprète américain. Il se fait connaitre en 2015 avec son EP Lost in the Light, puis pour ses singles I Like Me Better et The Other.

## Biographie
Ari Strapans Leff est né le 8 août 1994 à San Francisco en Californie aux États-Unis. Sa mère a des origines lettones. Enfant, la musique l'intéresse et il prend des cours de piano et d'alto. À partir de 11 ans, il commence à jouer de la guitare. Quand il a 14 ans, avant même d'avoir eu des relations sentimentales, il est obsédé dans l'écriture de chansons d'amour et de rupture. Lauv sort major de l'Université de New York en techniques de la musique.
Pendant sa scolarité à l'université, Leff s'écarte de son style musical pour produire des chansons destinées à d'autres artistes. En deuxième année universitaire, Lauv lit une interview de Paul Simon, dans laquelle Simon décrit son approche musicale, qui fait changer à Leff sa manière d'écrire.
Peu de temps après, Leff adopte pour nom de scène Lauv, qui signifie en letton « lion », en hommage à l'héritage de sa mère ; de plus, son prénom, Ari, signifie « lion » en hébreu et son signe zodiacal est Lion,.
En 2014, alors qu'il se remet d'une rupture sentimentale, Lauv révèle ses sentiments en co-écrivant avec Michael Matosic la chanson The Other. Il estime que la chanson est spéciale et qu'il ne veut pas la laisser à un autre artiste.
Comme auteur-compositeur, il travaille notamment pour Demi Lovato et Cheat Codes avec No Promises et Charli XCX avec Boys.
Il a également travaillé en collaboration avec le groupe de K-pop coréen BTS (방탄소년단) en 2019 avec la musique "Make it right" et en 2020 avec la musique "Who". 

## Discographie

### EPs et albums
- 2015 : Lost in the Light (EP)
- 2017 : Lauv (EP au Japon)
- 2017 : HELIX – Volume 1 (Album musical d'[A-Trak], Alessia Cara, Alex Aiono, Ashè, Avicii, Billie Eilish, Blackbear, BloodPop, DJ Snake, Daya, Gucci Mane, Illenium, Imagine Dragons, K.Flay, Kaskade, Lana Del Rey, Lauv, Liam Payne, Louis The Child, MNDR, Maroon 5, Marshmello, OneRepublic, Rita Ora, SZA, SeeB, Selena Gomez, The Weeknd et Zedd)
- 2018 : A Different Way (Devault Remix) (Album musical de DJ Snake et Lauv)
- 2018 : I Met You When I Was 18.
- 2020 :  ~how i'm feeling~[5] (Album)

### Singles
- 2015 : Reforget
- 2015 : Come Back Home
- 2015 : Adrenaline
- 2015 : The Other
- 2015 : Comfortable
- 2016 : Question feat. Travis Mills
- 2017 : Breathe
- 2017 : Don’t Matter
- 2017 : I Like Me Better
- 2017 : Easy Love
- 2017 : Paris in the Rain
- 2017 : A Different Way (DJ Snake feat. Lauv)
- 2018 : Never Not
- 2018 : The Story Never Ends
- 2018 : Getting Over You
- 2018 : Chasing Fire
- 2018 : Paranoid
- 2018 : Bracelet
- 2018 : Superhero
- 2018 : There's No Way feat. Julia Michaels
- 2019 : I'm so tired feat. Troye Sivan
- 2019 :  Drugs & The internet
- 2019 :  Sad Forever
- 2019 : Fuck I'm lonely feat. Anne-Marie
- 2019 : Make It Right (BTS feat. Lauv)
- 2019 : Mean it (feat LANY)
- 2019 : Sims
- 2019 : Feelings
- 2020 : Tattoos Together / Modern
- 2020 : Invisible Things
- 2020 : Who (BTS feat. Lauv)
- 2020 : Modern Loneliness
- 2022 : 26
- 2023 : Steal The Show (From Elementaire)
- 2023 : Love U Like That